# Emperador menor
L'emperador menor (Anax parthenope) és una espècie d'odonat anisòpter de la família dels èsnids.

## Descripció
Té una longitud total, del cap a la punta de l'abdomen, d'entre 62 i 75 mm. Els mascles es poden confondre amb els d'Anax ephippiger, encara que hi ha algunes diferències: la més fàcil d'apreciar és que A. parthenope té els ulls verds mentre que els d'A. ephippiger són marrons. D'altra banda, els individus d'A. parthenope que tenen l'abdomen blavós en comptes de marró es podrien confondre amb A. imperator; aquesta última espècie sol tenir l'abdomen verd (normalment marró en A. parthenope) i també en el tòrax, just davant de la inserció de les ales, els mascles madurs tenen unes característiques taques blaves. A més, A. parthenope presenta un característic anell groc a l'inici de l'abdomen, al segment S1, just abans de la taca blava en els mascles.

## Distribució
Habita des del nord d'Àfrica i Europa fins a l'Índia, Sibèria, Xina i Japó. En els darrers anys el seu rang de distribució s'ha anat estenent cap al nord fins a arribar a l'est d'Irlanda, nord d'Alemanya, Polònia, Letònia i sud de Suècia. Recentment, un individu es va trobar a les illes Orkney (nord d'Escòcia) i a Omsk (Sibèria).
A l'est de la seva distribució asiàtica trobem la subespècie A. p. julius, que podria tractar-se d'una espècie diferent.

## Hàbitat
Generalment cria en aigües estancades (més rarament en aigües amb poc corrent) i amb vegetació aquàtica. No suporta aigües eutrofitzades.

## Període de vol
En zones mediterrànies, els adults es poden veure des de febrer-març fins a octubre-novembre, però en zones més al nord sol oscil·lar entre juny i agost.

## Comportament
A diferència d’Anax imperator, el mascle sol acompanyar en tàndem a la femella durant la posta d'ous.